# Список трамвайных систем России
В статье представлены города как в международно признаных границах России, так и в де-факто ей подконтрольных. В этих городах как составная или единственная часть системы городского общественного транспорта есть или были ранее трамвай, конка, а также скоростной трамвай, являющийся и именуемый официально таковым в крайне небольшом ряде случаев (хотя планы его создания были и есть ещё в нескольких городах).
Строки трамвайных систем, существующих и работающих до сих пор, выделены в таблице цветом  . Названия городов с закрытыми трамвайными системами выделены также курсивом, систем скоростного трамвая — жирным.

## Критерии включения
Городской трамвай определяется как
- пассажирское транспортное предприятие,
- услуги которого доступны широкой публике,
- работающее в пределах или вблизи городов и других поселений,
- использующее рельсовые транспортные средства,
- работающее по рельсовым путям, проложенным целиком или большей частью по общедоступным улицам и проездам городов.

Установление того, в каких городах есть или были трамваи, требует некоторого произвольного, субъективного суждения, особенно применительно к случаям ведомственного, в т. ч. служебного, трамвая и лёгких и прочих немагистральных железных дорог, в том числе узкоколейных.
Некоторые городские трамвайные систем имели или имеют линии или группы линий, географически отделённые от «основных» систем. Известные примеры, существовавшие или существующие на постоянной основе (то есть за вычетом складывавшихся в годы формирования или сворачивания и закрытия сетей), включены в таблицу (например, Волгоград, Россия).
Известные «пригородные» продолжения городских трамвайных сетей включены в таблицу. Линии «сельского» или «междугороднего» характера в основном в таблицу не включены.
Многие пригородные, сельские и междугородные предприятия трамваев и лёгких железных дорог обслуживали местные, внутригородские маршруты в пределах городов, расположенных на их линиях. Известные примеры включены в таблицу.
Дата открытия — это та дата, с которой услуги пассажирских перевозок были предложены широкой публике. Испытательные поездки и церемонии открытия могли происходить и до этой даты.
Дата закрытия — это последний полный день, когда услуги пассажирских перевозок предлагались широкой публике. Иногда маршруты могли работать небольшое время следующих суток (то есть, за полночь). Церемонии закрытия и прощальные поездки могли происходить и после этой даты. Некоторые линии закрывались вследствие ущерба, причинённого им ураганами, землетрясениями или войнами. Иногда в таких случаях закрытие не приобретало окончательный характер ещё какое-то время после фактического закрытия движения; в таких случаях, опять-таки, приведена дата последнего дня работы.
Работа некоторых систем прерывалась на длительные периоды времени (год и дольше) по разным причинам, включая катастрофы, финансовые затруднения или конфликты между трамвайными предприятиями и местными властями. Известные случаи такого рода отмечены в таблице.
Многие города планировали трамваи, но не построили их. Эти города не включены в настоящую таблицу.
Крупнейшими в России (и Европе) городами без трамвая являются Воронеж, где существовала многие десятилетия, но была закрыта одна из крупнейших российских трамвайных систем, и Тольятти, где планировалась, но не была реализована система скоростного трамвая.
|                                      | 1990  | 1992  | 1995  | 2000  | 2005  | 2010  | 2011  | 2012  | 2013  | 2014  | 2015  | 2016  | 2017  |
| ------------------------------------ | ----- | ----- | ----- | ----- | ----- | ----- | ----- | ----- | ----- | ----- | ----- | ----- | ----- |
| Число городов с трамваем             | 70    | 70    | 68    | 68    | 66    | 63    | 61    | 61    | 61    | 60+2  | 60+2  | 61+1  | 61+1  |
| Число городов со скоростным трамваем | 4     | 4     | 4     | 4     | 4     | 4     | 4     | 4     | 4     | 4     | 4     | 3     | 3     |
| Длина путей тыс. км                  | 3,335 | 3,1   | 3,0   | 3,0   | 2,810 | 2,6   | 2,553 | 2,519 | 2,500 | 2,500 | 2,500 | 2,485 | 2,462 |
| Число маршрутов                      | 703   |       | 677   | 658   | 622   | 550   | 546   |       | 553   |       | 549   | 541   | 537   |
| Перевезено млрд пассажиров           | 6,00  | 8,071 | 7,540 | 7,421 | 4,123 | 2,079 | 2,004 | 1,928 | 1,629 | 1,551 | 1,478 | 1,397 | 1,327 |
| Вагонный парк тыс. штук              | 14,8  |       | 13,3  | 12,2  | 10,4  | 8,8   | 8,6   | 8,4   | 8,3   | 8,3   | 8,0   | 7,8   | 7,7   |

## Таблица трамвайных систем
В таблице представлены трамвайные системы в международно признанных границах Российской Федерации. На аннексированных и оккупированных территориях Украины, но де-факто контролируемых Россией смотреть в следующей таблице. — Действующие трамвайные системы
|    | Город                                       | Тяга                                 | Действующих единиц | Годы работы                                             | Перерывы в работе                                                                                      | Примечания |
| -- | ------------------------------------------- | ------------------------------------ | ------------------ | ------------------------------------------------------- | --- | --- |
| 1  | Абинск                                      | конная                               | 0                  | 1914 — 1919                                             | | См. Конка станицы Абинской |
| 2  | Ангарск                                     | электрическая                        | 15                 | с 26 ноября 1953                                        | | См. Ангарский трамвай |
| 3  | Архангельск                                 | электрическая                        | 0                  | 26 июня 1916 — 24 июля 2004                             | | См. Архангельский трамвай |
| 4  | Астрахань                                   | электрическая                        | 0                  | 24 июня 1900 — 25 июля 2007                             | апрель 1919 — апрель 1922 из-за гражданской войны и разрухи                                            | См. Астраханский трамвай |
| 5  | Ачинск                                      | электрическая                        | 46                 | с 15 апреля 1967                                        | | См. Ачинский трамвай |
| 6  | Барнаул                                     | электрическая                        | 203                | с 7 ноября 1948                                         | | См. Барнаульский трамвай |
| 7  | Бийск                                       | электрическая                        | 75                 | с 13 июня 1960                                          | | См. Бийский трамвай |
| 8  | Владивосток                                 | электрическая                        | 11                 | с 22 октября 1912                                       | | См. Владивостокский трамвай |
| 9  | Верхняя Пышма                               | электрическая, междугородний трамвай | 10                 | с 31 августа 2022                                       | | См. Верхнепышминский трамвай |
| 10 | Владикавказ                                 | электрическая                        | 20                 | с 16 августа 1904                                       | 1920 — ноябрь 1924 из-за гражданской войны и разрухи                                                   | См. Владикавказский трамвай |
| 11 | Волгоград                                   | электрическая                        | 179                | С 9 апреля 1913                                         | 1920 — 1922 из-за гражданской войны и разрухи и 23 августа 1942 — 26 декабря 1943                      | См. Волгоградский трамвай |
| 11 | Волгоград                                   | электрическая                        | 179                | С 1 мая 1972 (подземный участок открылся 5 ноября 1984) | | См. Волгоградский метротрам |
| 11 | Красноармейск (бывш.)                       | электрическая                        | 179                | С 6 ноября 1958                                         | | Сеть бывшего Красноармейска, вошедшего в 1944 в состав Волгограда, является изолированной от основной сети Волгограда. Колея - 1524 мм                                                                                           |
| 12 | Волжский                                    | электрическая                        | 57                 | С 30 декабря 1963                                       | | См. Трамвай Волжского |
| 13 | Волчанск                                    | электрическая                        | 2                  | с 31 декабря 1951                                       | | Самый маленький город в СНГ, имеющий собственную трамвайную систему. См. Волчанский трамвай |
| 13 | Карпинск                                    | электрическая                        | 0                  | 26 июня 1946 — 1 ноября 1994                            | | См. Карпинский трамвай |
| 13 | Волчанск — Карпинск                         | электрическая                        | 0                  | 1953 — 22 апреля 1965                                   | | См. Карпинский трамвай |
| 14 | Воронеж                                     | конная                               | 0                  | 23 августа 1891—1919(?)                                 | | См. Воронежский трамвай |
| 14 | Воронеж                                     | электрическая                        | 0                  | 16 мая 1926 — 15 апреля 2009                            | | См. Воронежский трамвай |
| 15 | Выборг                                      | электрическая                        | 0                  | 28 сентября 1912 — 25 апреля 1957                       | 23 декабря 1939 — 22 августа 1940, 1941 — 5 мая 1943 и 25 апреля 1944 — 21 сентября 1946 из-за ВОВ     | См. Выборгский трамвай |
| 16 | Грозный                                     | электрическая                        | 0                  | 7 ноября 1932 — 26 ноября 1994                          | | Закрыт из-за ущерба, нанесённого войной. См. Грозненский трамвай |
| 17 | Дзержинск                                   | электрическая                        | 0                  | 7 ноября 1933 — 17 декабря 2015                         | | См. Дзержинский трамвай |
| 18 | Ейск                                        | паровая                              | 0                  | 1915—1918                                               | | См. Ейский трамвай |
| 19 | Екатеринбург                                | электрическая                        | 434                | с 7 ноября 1929                                         | | См. Екатеринбургский трамвай |
| 20 | Златоуст                                    | электрическая                        | 37                 | с 25 декабря 1934                                       | | См. Трамвай Златоуста |
| 21 | Иваново                                     | электрическая                        | 0                  | 8 ноября 1934 — 2 июня 2008                             | | См. Ивановский трамвай |
| 22 | Ижевск                                      | электрическая                        | 151                | с 18 ноября 1935                                        | | См. Ижевский трамвай |
| 23 | Ильская                                     | конная                               | 0                  | 1908 — 1919                                             | | См. Конка станицы Ильской |
| 24 | Ирбит                                       | конная                               | 0                  | 1926 — 1933                                             | | См. Ирбитская конка |
| 25 | Иркутск                                     | электрическая                        | 47                 | с 3 августа 1947                                        | | См. Иркутский трамвай |
| 26 | Казань                                      | электрическая                        | 97                 | с 2 декабря 1899                                        | | См. Казанский трамвай |
| 26 | Казань                                      | конная                               | 0                  | 15 октября 1875—1900                                    | | См. Казанская конка |
| 27 | Калининград                                 | электрическая                        | 30                 | с 31 мая 1895                                           | январь 1945 — 7 ноября 1946 из-за ВОВ                                                                  | См. Калининградский трамвай. Колея - 1000 мм |
| 27 | Калининград                                 | конная                               | 0                  | 26 мая 1881—1901                                        | | См. Калининградский трамвай. Колея - 1000 мм |
| 28 | Кемерово                                    | электрическая                        | 54                 | с 11 мая 1940                                           | | См. Кемеровский трамвай |
| 29 | Кисловодск                                  | конная                               | 0                  | 1893 — ?                                                | | Без пассажирского движения. См. Кисловодский трамвай |
| 29 | Кисловодск                                  | электрическая                        | 0                  | 1904 — 1966                                             | | Без пассажирского движения. См. Кисловодский трамвай |
| 30 | Коломна                                     | электрическая                        | 52                 | с 5 ноября 1948                                         | | См. Коломенский трамвай |
| 31 | Комсомольск-на-Амуре                        | электрическая                        | 0                  | 6 ноября 1957 — 1 октября 2018                          | | См. Трамвай Комсомольска-на-Амуре |
| 32 | Краснодар                                   | электрическая                        | 291                | с 23 декабря 1900                                       | | В 1934—1950 годах поэтапно перестраивался с узкой колеи на широкую, существовали две независимые системы разной колеи. Пригородная линия до станицы Пашковской соединена с краснодарской сетью в 1918. См. Краснодарский трамвай |
| 32 | Екатеринодар — станица Пашковская           | бензомоторная                        | 0                  | 4 апреля 1912—1914                                      | | В 1934—1950 годах поэтапно перестраивался с узкой колеи на широкую, существовали две независимые системы разной колеи. Пригородная линия до станицы Пашковской соединена с краснодарской сетью в 1918. См. Краснодарский трамвай |
| 32 | Екатеринодар — станица Пашковская           | электрическая                        | 0                  | 14 декабря 1914—1918                                    | | В 1934—1950 годах поэтапно перестраивался с узкой колеи на широкую, существовали две независимые системы разной колеи. Пригородная линия до станицы Пашковской соединена с краснодарской сетью в 1918. См. Краснодарский трамвай |
| 33 | Краснотурьинск                              | электрическая                        | 2                  | с 15 января 1954                                        | | См. Краснотурьинский трамвай |
| 34 | Красноярск                                  | электрическая                        | 69                 | с 1 мая 1958                                            | | См. Красноярский трамвай |
| 35 | Крымск                                      | конная                               | 0                  | 1921 — 1932                                             | | См. Конка станицы Крымской |
| 36 | Курск                                       | электрическая                        | 45                 | с 30 апреля 1898                                        | апрель 1918 — октябрь 1924 из-за гражданской войны и разрухи и в ноябре 1941 — сентябре 1943 из-за ВОВ | См. Курский трамвай |
| 37 | Липецк                                      | электрическая                        | 50                 | с 11 декабря 1947                                       | | См. Липецкий трамвай |
| 38 | Магнитогорск                                | электрическая                        | 154                | с 18 января 1935                                        | | См. Магнитогорский трамвай |
| 39 | Малышев Лог — Калтан (Кемеровская область)  | электрическая                        | 0                  | 1957 — 1961                                             | | См. Трамвай Малышева Лога |
| 40 | Москва                                      | электрическая                        | 539                | с 6 апреля 1899                                         | | См. Московский трамвай |
| 40 | Москва                                      | паровая                              | 0                  | 29 июля 1886—1922                                       | | См. Московский трамвай |
| 40 | Москва                                      | конная                               | 0                  | 22 июня 1872—1912                                       | | См. Московский трамвай |
| 41 | Набережные Челны                            | электрическая                        | 99                 | с 8 октября 1973                                        | | См. Трамвай Набережных Челнов |
| 42 | Нижнекамск                                  | электрическая                        | 55                 | с 15 февраля 1967                                       | | См. Нижнекамский трамвай |
| 43 | Нижний Новгород                             | электрическая                        | 187                | с 20 мая 1896                                           | 1 мая 1919 — 2 августа 1923                                                                            | См. Нижегородский трамвай |
| 43 | Нижний Новгород                             | конная                               | 0                  | 1908 — 1918                                             | | См. Нижегородский трамвай |
| 44 | Нижний Тагил                                | электрическая                        | 87                 | с 28 февраля 1937                                       | | См. Нижнетагильский трамвай |
| 45 | Новокузнецк                                 | электрическая                        | 107                | с 30 ноября 1933                                        | | Несоединённая линия в обособленном Заводском районе на правом берегу Томи открылась 30 ноября 1969. См. Новокузнецкий трамвай |
| 46 | Новороссийск                                | электрическая                        | 0                  | 30 мая 1934 — 24 августа 1969                           | 9 августа 1942 — 10 июля 1946 и 25 ноября 1947 — 10 августа 1948                                       | См. Новороссийский трамвай |
| 47 | Новосибирск                                 | электрическая                        | 102                | с 26 октября 1934                                       | | Несоединённая линия на левом берегу Оби открылась 4 мая 1941. См. Новосибирский трамвай |
| 48 | Новотроицк                                  | электрическая                        | 23                 | с 5 ноября 1956                                         | | См. Новотроицкий трамвай |
| 49 | Новочеркасск                                | электрическая                        | 4                  | с 22 января 1954                                        | | См. Новочеркасский трамвай |
| 50 | Ногинск                                     | электрическая                        | 0                  | 2 марта 1924 — 11 июня 2013                             | 1992—1994 1 апреля 2011 — 1 июля 2012 10 августа 2012 — 18 сентября 2012 12 октября 2012 — 7 июня 2013 | См. Ногинский трамвай. Официально система не закрыта. |
| 51 | Омск                                        | электрическая                        | 88                 | с 8 ноября 1936                                         | | См. Омский трамвай |
| 52 | Орёл                                        | электрическая                        | 33                 | с 3 ноября 1898                                         | май 1919 — май 1922 из-за гражданской войны и октябрь 1941 — октябрь 1943 из-за ВОВ                    | См. Орловский трамвай |
| 53 | Орск                                        | электрическая                        | 31                 | с 5 декабря 1948                                        | | Линия на восточной окраине была отделена от основной сети с 12 декабря 1985 по 30 октября 2008. См. Орский трамвай |
| 54 | Осинники                                    | электрическая                        | 8                  | с 1 ноября 1960                                         | | В 1957—1961 существовала отдельная линия на юге в районе жд станции Калтан. См. Осинниковский трамвай, Трамвай Малышева Лога |
| 55 | Пенза                                       | дизельная                            | 0                  | 1935 — 1938                                             | | См. Пензенский трамвай |
| 56 | Пермь                                       | электрическая                        | 109                | с 7 ноября 1929                                         | | Линия на юго-запад (Осенцы) была отделена от основной системы с 25 октября 1957 до 1958. См. Пермский трамвай |
| 57 | Прокопьевск                                 | электрическая                        | 31                 | с 12 мая 1936                                           | | с 5 ноября 1956 по 1964 существовала отдельная линия. См. Прокопьевский трамвай |
| 58 | Псков                                       | конная                               | 0                  | 13 ноября 1909—1912                                     | | Был закрыт из-за ущерба от ВОВ. См. Псковский трамвай. Колея - 1524 мм |
| 58 | Псков                                       | электрическая                        | 0                  | 22 января 1912 — сентябрь 1944                          | | Был закрыт из-за ущерба от ВОВ. См. Псковский трамвай. Колея - 1524 мм |
| 59 | Пятигорск                                   | электрическая                        | 62                 | с 5 мая 1904                                            | | См. Пятигорский трамвай. Колея - 1000 мм |
| 60 | Ростов                                      | конная                               | 0                  | 1902(?) — 1921                                          | | См. Ростовская конка |
| 61 | Ростов-на-Дону                              | электрическая                        | 30                 | с 2 января 1902                                         | октябрь 1941 — 1 июня 1943 из-за ВОВ                                                                   | См. Трамвай Ростова-на-Дону. Колея - 1435 мм |
| 61 | Ростов-на-Дону                              | конная                               | 0                  | 11 сентября 1887 — декабрь 1902                         | | См. Трамвай Ростова-на-Дону. Колея - 1435 мм |
| 61 | Ростов-на-Дону — Нахичевань-на-Дону (бывш.) | конная                               | 0                  | 21 мая 1890 — декабрь 1902                              | | Нахичевань и Ростов-на-Дону объединены в один город в 1928 году. |
| 61 | Ростов-на-Дону — Нахичевань-на-Дону (бывш.) | электрическая                        | 0                  | 4 января 1903 — 1928                                    | | Нахичевань и Ростов-на-Дону объединены в один город в 1928 году. |
| 62 | Рязань                                      | электрическая                        | 0                  | 2 января 1963 — 15 апреля 2010                          | | См. Рязанский трамвай |
| 63 | Салават                                     | электрическая                        | 43                 | с 29 июля 1957                                          | | См. Салаватский трамвай |
| 64 | Самара                                      | электрическая                        | 252                | с 25 февраля 1915                                       | 1 марта 1919 — 1920                                                                                    | См. Самарский трамвай |
| 64 | Самара                                      | конная                               | 0                  | 22 июля 1895 — 1917                                     | | См. Самарский трамвай |
| 65 | Санкт-Петербург                             | электрическая                        | 736                | с 29 сентября 1907                                      | 3 января 1942 — 15 апреля 1942 из-за ВОВ                                                               | Была крупнейшей в мире до 2002 года и занесена в Книгу рекордов Гиннеса. См. Санкт-петербургский трамвай |
| 65 | Санкт-Петербург                             | паровая                              | 0                  | 1882 — 1922                                             | | Была крупнейшей в мире до 2002 года и занесена в Книгу рекордов Гиннеса. См. Санкт-петербургский трамвай |
| 65 | Санкт-Петербург                             | конная                               | 0                  | 8 сентября 1863 — сентябрь 1917                         | | Была крупнейшей в мире до 2002 года и занесена в Книгу рекордов Гиннеса. См. Санкт-петербургский трамвай |
| 66 | Саратов                                     | электрическая                        | 99                 | с 19 октября 1908                                       | | См. Саратовский трамвай |
| 66 | Саратов                                     | конная                               | 0                  | 13 мая 1887—1909                                        | | См. Саратовский трамвай |
| 67 | Смоленск                                    | электрическая                        | 51                 | с 20 октября 1901                                       | август 1919 — май 1922 из-за гражданской войны и разрухи и 15 июля 1941 — 6 ноября 1947 из-за ВОВ      | См. Смоленский трамвай |
| 68 | Советск (Тильзит)                           | электрическая                        | 0                  | 26 июля 1901 — октябрь 1944                             | | См. Тильзитский трамвай |
| 69 | Старая Русса                                | электрическая                        | 0                  | 6 июля 1924 — июль 1941                                 | | Был закрыт из-за ущерба от ВОВ. См. Старорусский трамвай |
| 70 | Старый Оскол                                | электрическая, скоростной трамвай    | 78                 | с 4 января 1981                                         | | См. Старооскольский трамвай |
| 71 | Таганрог                                    | электрическая                        | 39                 | с 7 ноября 1932                                         | | См. Таганрогский трамвай |
| 72 | Тверь                                       | электрическая                        | 0                  | 28 августа 1901 — 14 ноября 2018                        | 17 августа 2015 — 28 октября 2015 24 августа 2017 — 8 сентября 2017                                    | См. Тверской трамвай. Колея 1524 мм |
| 73 | Томск                                       | электрическая                        | 42                 | с 25 апреля 1949                                        | | См. Томский трамвай |
| 74 | Тула                                        | электрическая                        | 78                 | с 7 ноября 1927                                         | | См. Тульский трамвай |
| 74 | Тула                                        | конная                               | 0                  | 15 ноября 1888 — 1919                                   | | См. Тульский трамвай |
| 75 | Улан-Удэ                                    | электрическая                        | 71                 | с 16 декабря 1958                                       | | См. Улан-удэнский трамвай |
| 76 | Ульяновск                                   | электрическая                        | 94                 | с 5 января 1954                                         | | См. Ульяновский трамвай |
| 77 | Усолье-Сибирское                            | электрическая                        | 33                 | с 26 февраля 1967                                       | | См. Усольский трамвай |
| 78 | Усть-Илимск                                 | электрическая, скоростной трамвай    | 0                  | с 15 сентября 1988 — 21 декабря 2022                    | | См. Усть-илимский трамвай |
| 79 | Усть-Катав                                  | электрическая                        | 1                  | с 1973                                                  | | Испытательный полигон трамваев УКВЗ, до 1997 осуществлялось пассажирское движение. См. Усть-катавский трамвай. Колея 1524 мм |
| 80 | Уфа                                         | электрическая                        | 90                 | с 1 февраля 1937                                        | | См. Уфимский трамвай. Колея 1524 мм |
| 80 | Черниковск (бывш.)                          | электрическая                        | 0                  | 16 августа 1956—1958                                    | | Черниковск включён в состав Уфы в 1956 году |
| 81 | Хабаровск                                   | электрическая                        | 33                 | с 11 ноября 1956                                        | | См. Хабаровский трамвай. Колея 1524 мм |
| 82 | Челябинск                                   | электрическая                        | 224                | с 9 января 1932                                         | | См. Челябинский трамвай. Колея 1524 мм |
| 82 | Челябинск — Копейск                         | электрическая                        | 0                  | 5 ноября 1949 — февраль 1976                            | | См. Копейский трамвай |
| 83 | Черёмушки                                   | электрическая                        | 6                  | с 18 мая 1991                                           | | Соединяет посёлок с ГЭС. См. Черёмушкинский трамвай |
| 84 | Череповец                                   | электрическая                        | 45                 | с 19 октября 1956                                       | | См. Череповецкий трамвай |
| 85 | Черёха (деревня)                            | конная                               | 0                  | 1890 — ?                                                | | См. Конка Черёхи |
| 86 | Шахты                                       | электрическая                        | 0                  | 7 ноября 1932 — 7 декабря 2001                          | 1942 — апрель 1944 из-за ВОВ                                                                           | См. Шахтинский трамвай |
| 87 | Ярославль                                   | электрическая                        | 54                 | с 29 декабря 1900                                       | | См. Ярославский трамвай |

- Киров — сооружение электрического трамвая началось в 1940, но не было завершено. См. Кировский трамвай
- Каменск-Уральский — сооружение электрического трамвая началось в 1949, но не было завершено. См. Трамвай Каменска-Уральского

## Трамвайные системы на аннексированных и оккупированных территориях Украины
— Действующие трамвайные системы
|   | Город       | Тяга          | Действующих единиц | Годы работы                       | Перерывы в работе | Примечания |
| - | ----------- | ------------- | ------------------ | --------------------------------- | ----------------- | --- |
| 1 | Евпатория   | электрическая | 20                 | С 10 мая 1914                     |                   | См. Евпаторийский трамвай, Колея 1000 мм. |
| 2 | Керчь       | электрическая | 0                  | 1935 — 1941                       |                   | Был закрыт из-за ущерба от ВОВ. См. Керченский трамвай, Колея 1524 мм.                                                                                     |
| 3 | Молочное    | электрическая | 0                  | 18 августа 1989 — 1 сентября 2014 |                   | В 2014 году прекратил работу. См. Трамвай села Молочное. Колея 1000 мм.                                                                                    |
| 4 | Севастополь | электрическая | 0                  | 1898 — 1942                       |                   | В период 1925—1941 существовала междугородная линия «Севастополь — Балаклава». Был закрыт из-за ущерба от ВОВ. См. Севастопольский трамвай. Колея 1000 мм. |
| 5 | Симферополь | электрическая | 0                  | 1914 — 1970                       |                   | См. Симферопольский трамвай. Колея 1000 мм. |

|   | Город     | Тяга          | Действующих единиц | Годы работы          | Перерывы в работе | Примечания |
| - | --------- | ------------- | ------------------ | -------------------- | ----------------- | --- |
| 1 | Горловка  | электрическая | 10                 | с 7 ноября 1932 года |                   | См. Горловский трамвай.                                                                                                  |
| 2 | Донецк    | электрическая | 70                 | с 15 июня 1928 года  |                   | См. Донецкий трамвай. |
| 3 | Луганск   | электрическая | 0                  | 1934 — 2015          |                   | См. Луганский трамвай. В 1965 году к системе присоединён Каменнобродский трамвай.                                        |
| 4 | Макеевка  | электрическая | 0                  | 1924 — 2006          |                   | См. Макеевский трамвай. Первая трамвайная система на Донбассе. В 1937 году к системе был присоединён Щегловский трамвай. |
| 5 | Мариуполь | электрическая | 14                 | с 1 мая 1933 года    |                   | См. Мариупольский трамвай                                                                                                |
| 6 | Стаханов  | электрическая | 0                  | 1937 — 2008          |                   | См. Стахановский трамвай                                                                                                 |
| 7 | Углегорск | электрическая | 0                  | 1958 — 1980          |                   | См. Углегорский трамвай                                                                                                  |

## Трамвайные линии, сохранившиеся с XIX века
|                     | Город           | Год начала пассажирского движения (по новому стилю) | Протяжённость (км)                                                         | Улицы прохождения                                                                 | Перерывы в работе                                      | Изменения колеи                                                | Примечания |
| ------------------- | --------------- | --------------------------------------------------- | -------------------------------------------------------------------------- | --------------------------------------------------------------------------------- | ------------------------------------------------------ | -------------------------------------------------------------- | --- |
|                     | Калининград     | 31 мая 1895 года                                    | 1,219                                                                      | Московский просп. (от ул. Мариупольской до ул. Октябрьской)                       | 1.1945-09.11.1946                                      | с 1000 мм (1895 г.) на 1435 мм                                 | Рельсы не пригодны для движения. Контактная сеть демонтирована                                                                          |
| 31 мая 1895 года    | Калининград     | 0,157                                               | Московский просп. (от Октябрьской ул. до Универмага Московский)            | 1.1945-09.11.1946                                                                 | с 1000 мм (1895 г.) на 1435 мм                         | Пассажирского движения нет                                     | |
| 6 марта 1898 года   | Калининград     | 2,875                                               | Октябрьская, Дзержинского ул. и Аллея Смелых                               | 1.1945-09.11.1946                                                                 | с 1000 мм (1895 г.) на 1435 мм                         | Пассажирского движения нет                                     | |
| 1 мая 1898 года     | Калининград     | 0,968                                               | ул. Багратиона и Нижняя Песочная (от ул. Октябрьской до Ленинского просп.) | 1.1945-09.11.1946                                                                 | с 1000 мм (1895 г.) на 1435 мм                         | Пассажирского движения нет                                     | |
| 1 мая 1898 года     | Калининград     | 0,534                                               | ул. Багратиона (от Ленинского просп. до Бранденбургских ворот)             | 1.1945-09.11.1946                                                                 | с 1000 мм (1895 г.) на 1435 мм                         | Рельсы не пригодны для движения. Контактная сеть демонтирована | |
| 8 августа 1900 года | Калининград     | 1,892                                               | ул. Суворова (от Бранденбургских ворот до Шёнбуша)                         | 1.1945-09.11.1946                                                                 | с 1000 мм (1895 г.) на 1435 мм                         | Рельсы не пригодны для движения. Контактная сеть демонтирована | |
|                     | Калининград     | 6,914                                               |                                                                            |                                                                                   |                                                        |                                                                | |
| 1                   | Нижний Новгород | 20 мая 1896 года                                    | 0,844                                                                      | Советская ул. от ул. И.Романова до Канавинской ул., ул. Чкалова                   | 27.10.1896-1897 и 1.05.1919-3.08.1923                  | изначально 1524 мм                                             | Канавинская линия Сименс и Гальске |
| 1                   | Нижний Новгород | 21 июня 1896 года                                   | 1,232                                                                      | Рождественская ул.                                                                | с 2014 г. маршрут №11 сезонный (только в летнее время) | с 1000 мм (1896 г.) на 1520 мм                                 | Нижнебазарная линия Фон Гартмана |
| 1                   | Нижний Новгород | 2,076                                               |                                                                            |                                                                                   |                                                        |                                                                | |
| 2                   | Курск           | 30 апреля 1898 года                                 | 0,498                                                                      | пл. Перекальского, ул. Карла Маркса                                               | 1918-1924, 11.1941-09.1943                             | изначально 1524 мм                                             | Бельгийское Анонимное общество «Курский трамвай»»                                                                                       |
| 3                   | Орёл            | 15 ноября 1898 года                                 | 2,776                                                                      | ул. Пушкина (до ул. Ляшко), ул. Гостиная, пл. Мира, Красный мост                  | 1918-1921 3.10.1941-09.1943                            | с 1000 мм (1898 г.) на 1520 мм (1941-1943 гг.)                 | Compagnie mutuelle de tramways |
| 3                   | Орёл            | 30 мая 1899 года                                    | 0,387                                                                      | ул. Пушкина (от ул. Ляшко до Товарной станции)                                    | 1918-1921 3.10.1941-09.1943                            | с 1000 мм (1898 г.) на 1520 мм (1941-1943 гг.)                 | Compagnie mutuelle de tramways |
| 3                   | Орёл            | 3,163                                               |                                                                            |                                                                                   |                                                        |                                                                | Compagnie mutuelle de tramways |
| 4                   | Краснодар       | 23 декабря 1900 года                                | 0,085                                                                      | ул. Постовая                                                                      |                                                        | с 1000 мм (1900 г.) на 1520 мм (08.1935 г.)                    | |
| 5                   | Казань          | 31 августа 1900 года                                | 1,175                                                                      | Кировская дамба (от Кремлёвской наб. до точки за 300 м до перекр. с ул. К.Цеткин) |                                                        | изначально 1524 мм                                             | |
| 5                   | Казань          | 13 декабря 1900 года                                | 1,602                                                                      | ул. Габдуллы Тукая (от ул. Татарстан до ул. Б.Петряевых)                          |                                                        | изначально 1524 мм                                             | Пассажирского движения нет. Планируется его возобновление.                                                                              |
| 5                   | Казань          | 2,775                                               |                                                                            |                                                                                   |                                                        |                                                                | |
| 6                   | Москва          | 27 июля 1899 года                                   | 1,152                                                                      | ул. Лесная (от Тверской Заставы до Новослободской ул.)                            |                                                        | изначально 1524 мм                                             | Открывалась как однопутная служебная соединительная линия без пассажирского движения. Пасс. движение начато с 6.10.1904 г. (маршрут №8) |

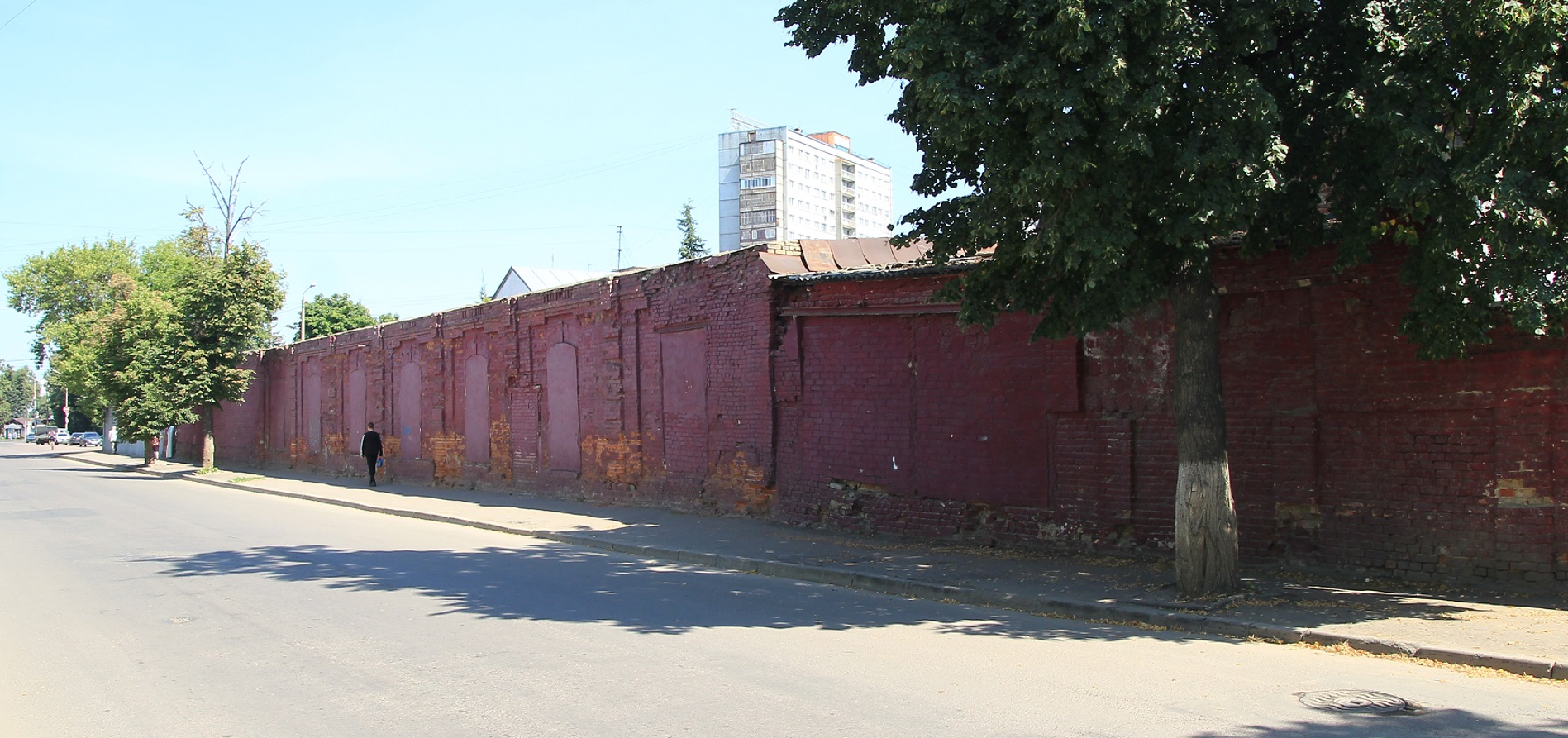
Стена вагонного сарая электрического трамвайного депо. Построена в августе 1897 года. Орёл, пер. Трамвайный

По состоянию на 2020 г. в России сохранялись 16,167 км линий электрического трамвая, построенных ещё в XIX веке:
- 7,651 км линий продолжает использоваться для перевозки пассажиров
- 5,602 км законсервированы без пассажирского движения
- 3,645 км сохраняются в непригодном для движения состоянии только рельсы (без контактной сети).